# Grande Prêmio da China de 2025
O Grande Prêmio da China de 2025 (oficialmente Formula 1 Heineken Chinese Grand Prix 2025) foi a segunda etapa do Campeonato Mundial de Fórmula 1 de 2025, disputada em 23 de março de 2025 no Circuito Internacional de Xangai, em Xangai, China. Esta foi a 18ª edição do evento na história da Fórmula 1 e a segunda consecutiva após o hiato de 2020 a 2023 causado pela pandemia de COVID-19. A corrida adotou o formato sprint – a primeira das seis previstas para 2025 –, com uma prova curta de 100 km no sábado, oferecendo pontos aos oito primeiros (8-7-6-5-4-3-2-1) e intensificando a competição desde o início do fim de semana. Com um traçado exigente, pilotos de elite e uma atmosfera única, o GP da China de 2025 foi um marco técnico e esportivo.

## Antecedentes
O Grande Prêmio da China de 2025 reflete o auge da expansão da Fórmula 1 na Ásia, consolidado pelo retorno em 2024 e pela renovação do contrato com Xangai até 2030. A presença de Zhou Guanyu, primeiro piloto chinês na F1, que foi titular entre 2022 e 2024, aumentou o entusiasmo local e aumentou e expectativa de público.
A temporada 2025 trouxe mudanças no grid: Lewis Hamilton iniciou sua primeira campanha completa pela Ferrari, após 12 anos na Mercedes; Gabriel Bortoleto, campeão da F2 em 2024, estreiou na Sauber; e Andrea Kimi Antonelli assumiu a vaga deixada por Hamilton na Mercedes.
A Heineken, patrocinadora desde 2017, planejou ativações como simuladores de F1 e áreas VIP com vista para a reta principal.[carece de fontes?]

## Cronograma
O fim de semana seguiu o formato sprint, com atividades de 21 a 23 de março de 2025 (UTC+8):
- Sexta-feira, 21 de março

- Treino Livre 1: 03:30 – 04:30 (60 min, ajuste inicial de acerto)

- Classificação Sprint: 07:30 – 08:14 (Q1: 12 min, Q2: 10 min, Q3: 8 min)
- Sábado, 22 de março

- Corrida Sprint: 03:00 – 04:00 (19 voltas, 100 km, sem pit-stop obrigatório)
- Classificação: 07:00 – 08:00 (Q1: 18 min, Q2: 15 min, Q3: 12 min)

- Domingo, 23 de março

- Corrida: 07:00 (56 voltas, 305,066 km, duração estimada de 1h35min)

O formato sprint reduz o tempo de preparação, com apenas uma hora de treinos livres, desafiando engenheiros a otimizar simulações pré-evento.

## Previsão Meteorológica
Previsões para Xangai em março de 2025 apontaram clima ideal:
- 21/03: Sol, 24°C máx., 10°C mín., 0% chuva, vento NE 10-15 km/h, umidade 45%.
- 22/03: Sol, 23°C máx., 11°C mín., 0% chuva, vento E 12 km/h, pressão 1015 hPa.
- 23/03: Sol, 26°C máx., 12°C mín., 0% chuva, céu claro, visibilidade >10 km.

Sem chuva, os pneus slick (C2-duro, C3-médio, C4-macio) dominaram, com o C3 sendo o composto preferido para stints longos devido ao equilíbrio entre aderência e durabilidade.

## Relatório

### Relatório dasprint
SQ1
Oscar Piastri encabeçou a primeira parte da qualificação da sprint, usando pneus médios obrigatórios a todos. Porém, Piastri foi superado no minuto final pelo companheiro de equipe Lando Norris. Logo em seguida, Hamilton passou à frente de ambos.
Gabriel Bortoleto vinha apenas em 19.º lugar logo após sua primeira volta rápida; na bandeirada, o brasileiro da Sauber havia subido para 14.º. Já o piloto da Haas, Oliver Bearman, avançou de 19.º para décimo, superando Bortoleto em uma posição. Ainda assim, Bortoleto seguiu à frente de Nico Hulkenberg – o alemão, antes em 11.º, não conseguiu melhorar e sua volta foi superada pelas tentativas sucessivas dos rivais culminando em sua eliminação em penúltimo.
Os eliminados foram: 16.º Jack Doohan (Alpine), 17.º Pierre Gasly (Alpine), 18.º Esteban Ocon (Haas), 19.º Nico Hulkenberg (Kick Sauber) e 20.º Liam Lawson (Red Bull).
SQ2
Norris assumiu a liderança já em sua primeira volta rápida; além dele, outros sete pilotos arriscaram duas tentativas. Sainz, Albon, Alonso, Hadjar, Bearman, Tsunoda e Stroll só deixaram os boxes para uma única volta lançada. Albon, Stroll e Tsunoda avançaram à terceira parte da sessão.
Bortoleto ficou em 14.º e não conseguiu avançar. Hadjar, saiu de traseira, abortou sua volta e finalizou em 15º lugar. Durante esta parte da sessão, o engenheiro da Ferrari Bryan Bozzi pediu que Leclerc reduzisse para inverter posições com Hamilton na pista; a dupla avançou para a parte final, o heptacampeão 0s1 mais rápido.
Os eliminados foram: 11.º Fernando Alonso (Aston Martin), 12.º Oliver Bearman (Haas), 13.º Carlos Sainz (Williams), 14.º Gabriel Bortoleto (Kick Sauber) e 15.º Isack Hadjar (Racing Bulls).
SQ3
Hamilton marcou a melhor volta logo na primeira tentativa com 1m30s849. Verstappen registrou sua volta nos segundos finais ficando a 0s018 de bater o heptacampeão. Piastri também fechou sua participação na disputa com a terceira melhor volta. Já Charles Leclerc ficou com o quarto melhor tempo.
Corrida
Na largada, Hamilton conseguiu manter a ponto e se defender de Verstappen, que ficou alguns metros atrás do adversário. Logo atrás, Piastri e Leclerc conseguiram manter suas posições. Já Norris acabou caindo de sexto para nono.
Gabriel Bortoleto foi superado por Pierre Gasly e caiu de 14.º para 15.º e, pouco depois, foi ultrapassado por Isack Hadjar. No final do pelotão, Liam Lawson, na última colocação, bateu na roda do 18.º colocado, Esteban Ocon. Lawson passou à frente de Ocon, embora a direção de prova tenha investigado o ocorrido.
Russell largou na quinta colocação e passou Leclerc na abertura da segunda volta. Piastri, que vinha à frente, abrir mais de 2s sobre Russell e, depois, dobrar essa diferença para 4s.

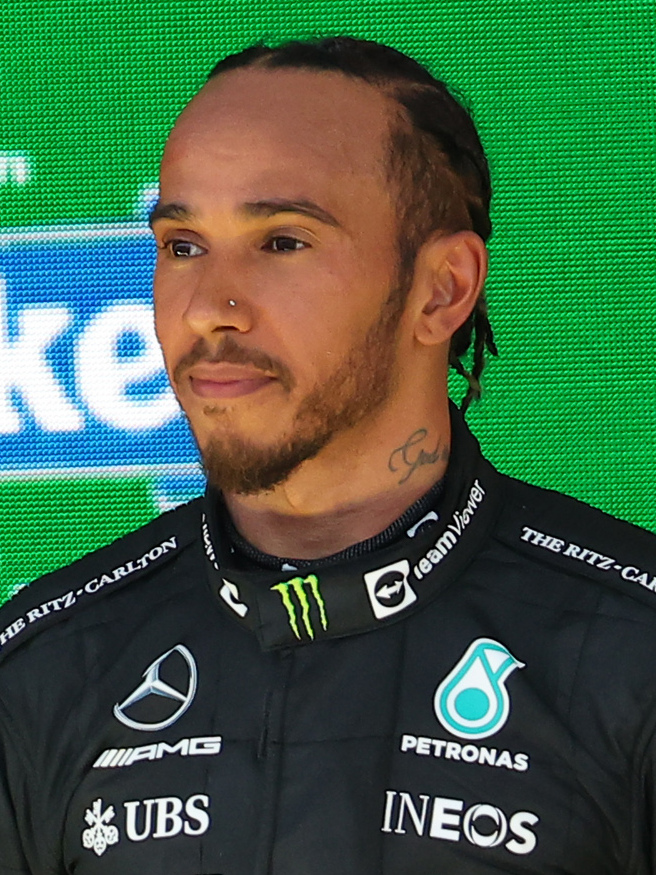
Hamilton foi o pole position e também o vencedor da prova Sprint

Hamilton abriu 1s2 sobre Verstappen na segunda volta mas, até a décima volta, Verstappen conseguia aproximações recorrentes dele – mesmo que a distância aumentasse em seguida. O mesmo valia para a disputa entre o tetracampeão da Red Bull, e Piastri, que conseguiu se reaproximar de Verstappen a partir da 10.ª volta após ver o multicampeão aumentar a vantagem à frente.
Na décima volta, Liam Lawson ultrapassou Gabriel Bortoleto, mas acertou a lateral do carro do brasileiro durante a manobra.
Na segunda metade da prova, Hamilton ampliou a vantagem sobre Verstappen, que seguia com Piastri próximo. Verstappen reclamou do desgaste dos pneus médios e, depois de diminuir o ritmo para conservá-los, acabou superado por Piastri no fim da volta 15. Piastri passou a ter 2s6 para o líder da corrida, distância rapidamente ampliada por Hamilton. Bortoleto ganhou a posição de Carlos Sainz com a troca de pneus do espanhol. Nas últimas curvas da volta final por Jack Doohan atingiu o carro de Bortoleto, Doohan parou na pista e forçou quem vinha atrás a diminuir a velocidade.
O pódio da corrida Sprint foi formado por Lewis Hamilton em 1º lugar, 6s889m à frente de Oscar Piastri, o segundo colocado, e 9s804m à frente do terceiro colocado, Max Verstappen. Os três marcaram, respectivamente, 8, 7 e 6 pontos.

### Relatório do treino classificatório
Q1
Logo antes do início da sessão, os carros formaram fila na saída do pit lane aguardando a luz verde. Norris marcou a melhor volta com 1min32s036, em seguida Hamilton o superou por 0s346. Piastri marcou 1min31s591 e assumiu a liderança da tabela. Porém, Norris teve a volta deletada ficando sem tempo registrado. Em seguida, Verstappen marcou 1min31s424, 0s167 melhor que Piastri.
Leclerc, em sua segunda volta lançada, marcou 1min32s058, ficando apenas com o 11.º tempo. Antonelli registrou uma boa volta ficando apenas 0s252 atrás do líder, Verstappen, colocando-se na terceira posição. Com três minutos para o fim do Q1 Leclerc estava em 14.º, podendo ficar fira do Q2, mas o piloto monegasco conseguiu fazer o segundo melhor tempo. Depois, Tsunoda assumiu a ponta.
Eliminados: 16.º Pierre Gasly (Alpine), 17.º Oliver Bearman (Haas), 18.º Jack Doohan (Alpine), 19.º Gabriel Bortoleto (Kick Sauber) e 20.º Liam Lawson (Red Bull).
Q2
A segunda parte da sessão, começou com Russel liderando a tabela após marcar 1min31s307, 0s2 mais rápido que Antonelli, o 2.º naquele momento. Em seguida, Tsunoda marcou o 2.º melhor tempo, ficando entre as duas Mercedes. Piastri e Norris foram mais rápidos e assumiram as duas primeiras posições.
Hamilton fez sua primeira volta e ficou em 7.º lugar. Enquanto Verstappen conseguiu se colocar na 3.ª posição. Faltando pouco para o fim da sessão, Hamilton marcou novo tempo e ficou em sexto, em seguida ele foi superado pelo companheiro de equipe, Leclerc.
Eliminados: 11.º Esteban Ocon (Haas), 12.º Nico Hulkenberg (Kick Sauber), 13.º Fernando Alonso (Aston Martin), 14.º Lance Stroll (Aston Martin) e 15.º Carlos Sainz (Williams).
Q3
Verstappen foi o primeiro a marcar tempo com 1min30s925, em seguida Antonelli marcou tempo 0s7 mais lento. Hadjar, em uma boa performance, pulou para segundo. Logo depois, Piastri superou Verstappen com a marca de 1min30s703. Norris desbancou Verstappen, porém ficou atrás de Piastri.
Hamilton não melhorou o bastante para subir de posição e manteve-se no quarto lugar. Na última tentativa, Norris cometeu um erro no setor 2 e abortou a volta. Assim, Piastri ficou com a pole position, sua primeira na Fórmula 1.

### Relatório da corrida
A etapa chinesa não tinha previsão chuva. Ela iniciou com temperatura ambiente em 27°C, asfalto em 37°C e umidade relativa do ar em apenas 17%. Na pista, com exceção de Stroll, Bearman e Lawson, que largaram de pneus duros, todos escolheram os compostos médios para o primeiro stint. Lawson, novamente, largou do pit lane.
Na largada, Piastri seguiu na liderança e conseguiu bloquear uma breve aproximação de Russell, segundo colocado, que, por sua vez, não conseguiu evitar que Norris conquistasse sua posição logo em seguida. Logo atrás dele, Hamilton aparecia em quarto lugar mesmo após sofrer um toque do colega Leclerc e ainda assim, ultrapassar Verstappen. Por sua vez, Verstappen perdeu duas posições e caiu para sexto lugar. Durante o toque, Leclerc quebrou a parte esquerda da asa dianteira.
Hülkenberg perdeu sete posições na largada. Bortoleto rodou sozinho, foi parar na brita e precisou ir para os boxes logo na primeira volta. Ele trocou os pneus médios, danificados, pelos pneus duros.
Na volta quatro, Alonso precisou abandonar a disputa por conta de uma uma falha grave no sistema de freios.
Na volta 5, Norris já abria 1s2 sobre Russell e mantinha uma distância de apenas 0s5 para Piastri.
Na volta 11, Gasly abriu a janela de paradas ao parar nos boxes e colocar os pneus duros. Em seguida, Ocon, Tsunoda e Doohan também partiram para a primeira troca. Piastri fez seu pit stop na volta 14, antes de Norris, e chegou a ser ultrapassado por Russell, mas recuperou a posição depois. Na volta 14, Verstappen e Hamilton fizeram suas paradas, retornando em 11.º e 10.º, respectivamente.
Na volta 15, Piastri foi para os boxes, porém foi atrapalhado por Russell, que também se dirigia aos boxes e atrasou a saída do australiano, resultando em uma parada de 3s8. Russell acabou ultrapassando Norris no box, mas, volta 18, Norris deu o troco e reconquistou a posição.
Na volta 18, Hamilton foi informado que deveria inverter posições com Leclerc, que estava com melhor ritmo de corrida. Eles efetuaram a troca durante a volta 21 na curva 1, Leclerc assumiu a quarta colocação e manteve-se perto de Russell.
Na volta 26, Bortoleto fez nova parada nos boxes. Na volta 29, Norris começou uma sequencia de voltas mais rápidas, buscando Piastri. A diferença que era de mais de 4s já havia diminuído para 3s.
Stroll entrou na volta 37 para colocar os médios e voltou para a pista na 14.ª colocação. Hamilton parou novamente na volta 38, colocou pneus duros e voltou em sexto lugar, a 20s de Verstappen. No fim da prova, Jack Doohan e Isack Hadjar disputavam o 14.º lugar. Porém, Doohan foi punido em 10s por forçar Hadjar para fora da pista; com isso, Hadjar ficou com a posição.
Oscar Piastri segurou o ritmo e não teve dificuldades para vencer a prova. O australiano conquistou sua terceira vitória na carreira. Lando Norris e George Russell completaram o pódio.
Após a corrida, a Federação Internacional do Automóvel decidiu pela desclassificação de Lewis Hamilton, Charles Leclerc e Pierre Gasly da prova. De acordo com a entidade, os carros de Leclerc e Gasly estavam abaixo do peso nas verificações pós corrida. Já o carro de Hamilton estava com a prancha localizada na parte inferior dos carro com espessura inferior ao mínimo exigido pelo regulamento. A Ferrari perde todos os 18 pontos que conquistou na corrida, caiu de 35 para 17 pontos no campeonato de construtores e ficaram empatados no quarto lugar com a Williams.

## Resultados

### Sprint
| Pos.    | N° | Piloto                | Construtor                 | Laps | Tempo/Retirada | Grid | Pontos |
| ------- | -- | --------------------- | -------------------------- | ---- | -------------- | ---- | ------ |
| 1       | 44 | Lewis Hamilton        | Ferrari                    | 19   | 30:39.965      | 1    | 8      |
| 2       | 81 | Oscar Piastri         | McLaren-Mercedes           | 19   | +6.889         | 3    | 7      |
| 3       | 1  | Max Verstappen        | Red Bull Racing-Honda RBPT | 19   | +9.804         | 2    | 6      |
| 4       | 63 | George Russell        | Mercedes                   | 19   | +11.592        | 5    | 5      |
| 5       | 16 | Charles Leclerc       | Ferrari                    | 19   | +12.190        | 4    | 4      |
| 6       | 22 | Yuki Tsunoda          | Racing Bulls-Honda RBPT    | 19   | +22.288        | 8    | 3      |
| 7       | 12 | Andrea Kimi Antonelli | Mercedes                   | 19   | +23.038        | 7    | 2      |
| 8       | 4  | Lando Norris          | McLaren-Mercedes           | 19   | +23.471        | 6    | 1      |
| 9       | 18 | Lance Stroll          | Aston Martin-Mercedes      | 19   | +24.916        | 10   |        |
| 10      | 14 | Fernando Alonso       | Aston Martin-Mercedes      | 19   | +38.218        | 11   |        |
| 11      | 23 | Alexander Albon       | Williams-Mercedes          | 19   | +39.292        | 9    |        |
| 12      | 10 | Pierre Gasly          | Alpine-Renault             | 19   | +39.649        | 17   |        |
| 13      | 6  | Isack Hadjar          | Racing Bulls-Honda RBPT    | 19   | +42.400        | 15   |        |
| 14      | 30 | Liam Lawson           | Red Bull Racing-Honda RBPT | 19   | +44.904        | 19   |        |
| 15      | 87 | Oliver Bearman        | Haas-Ferrari               | 19   | +45.649        | 12   |        |
| 16      | 31 | Esteban Ocon          | Haas-Ferrari               | 19   | +46.182        | 18   |        |
| 17      | 55 | Carlos Sainz Jr.      | Williams-Mercedes          | 19   | +51.376        | 13   |        |
| 18      | 5  | Gabriel Bortoleto     | Kick Sauber-Ferrari        | 19   | +53.940        | 14   |        |
| 19      | 27 | Nico Hülkenberg       | Kick Sauber-Ferrari        | 19   | +56.682        | PL   |        |
| 20      | 7  | Jack Doohan           | Alpine-Renault             | 19   | +1:10.212      | 16   |        |
| Fontes: |    |                       |                            |      |                |      |        |

### Treino classificatório
| Pos.                | N° | Piloto                | Construtor                 | tempos qualificatorios | tempos qualificatorios | tempos qualificatorios | Final grid |
| Pos.                | N° | Piloto                | Construtor                 | Q1                     | Q2                     | Q3                     | Final grid |
| ------------------- | -- | --------------------- | -------------------------- | ---------------------- | ---------------------- | ---------------------- | ---------- |
| 1                   | 81 | Oscar Piastri         | McLaren-Mercedes           | 1:31.591               | 1:31.200               | 1:30.641               | 1          |
| 2                   | 63 | George Russell        | Mercedes                   | 1:31.295               | 1:31.307               | 1:30.723               | 2          |
| 3                   | 4  | Lando Norris          | McLaren-Mercedes           | 1:30.983               | 1:30.787               | 1:30.793               | 3          |
| 4                   | 1  | Max Verstappen        | Red Bull Racing-Honda RBPT | 1:31.424               | 1:31.142               | 1:30.817               | 4          |
| 5                   | 44 | Lewis Hamilton        | Ferrari                    | 1:31.690               | 1:31.501               | 1:30.927               | 5          |
| 6                   | 16 | Charles Leclerc       | Ferrari                    | 1:31.579               | 1:31.450               | 1:31.021               | 6          |
| 7                   | 6  | Isack Hadjar          | Racing Bulls-Honda RBPT    | 1:31.162               | 1:31.253               | 1:31.079               | 7          |
| 8                   | 12 | Andrea Kimi Antonelli | Mercedes                   | 1:31.676               | 1:31.590               | 1:31.103               | 8          |
| 9                   | 22 | Yuki Tsunoda          | Racing Bulls-Honda RBPT    | 1:31.238               | 1:31.260               | 1:31.638               | 9          |
| 10                  | 23 | Alexander Albon       | Williams-Mercedes          | 1:31.503               | 1:31.595               | 1:31.706               | 10         |
| 11                  | 31 | Esteban Ocon          | Haas-Ferrari               | 1:31.876               | 1:31.625               | N/A                    | 11         |
| 12                  | 27 | Nico Hülkenberg       | Kick Sauber-Ferrari        | 1:31.921               | 1:31.632               | N/A                    | 12         |
| 13                  | 14 | Fernando Alonso       | Aston Martin-Mercedes      | 1:31.719               | 1:31.688               | N/A                    | 13         |
| 14                  | 18 | Lance Stroll          | Aston Martin-Mercedes      | 1:31.923               | 1:31.773               | N/A                    | 14         |
| 15                  | 55 | Carlos Sainz Jr.      | Williams-Mercedes          | 1:31.628               | 1:31.840               | N/A                    | 15         |
| 16                  | 10 | Pierre Gasly          | Alpine-Renault             | 1:31.992               | N/A                    | N/A                    | 16         |
| 17                  | 87 | Oliver Bearman        | Haas-Ferrari               | 1:32.018               | N/A                    | N/A                    | 17         |
| 18                  | 7  | Jack Doohan           | Alpine-Renault             | 1:32.092               | N/A                    | N/A                    | 18         |
| 19                  | 5  | Gabriel Bortoleto     | Kick Sauber-Ferrari        | 1:32.141               | N/A                    | N/A                    | 19         |
| 20                  | 30 | Liam Lawson           | Red Bull Racing-Honda RBPT | 1:32.174               | N/A                    | N/A                    | PL         |
| 107% time: 1:37.351 |    |                       |                            |                        |                        |                        |            |
| Fontes:             |    |                       |                            |                        |                        |                        |            |

### Corrida
| Pos.    | N° | Piloto                | Construtor                 | Voltas | Tempo/Retirado      | Grid | Pontos |
| ------- | -- | --------------------- | -------------------------- | ------ | ------------------- | ---- | ------ |
| 1       | 81 | Oscar Piastri         | McLaren-Mercedes           | 56     | 1:30:55.026         | 1    | 25     |
| 2       | 4  | Lando Norris          | McLaren-Mercedes           | 56     | +9.748 s            | 3    | 18     |
| 3       | 63 | George Russell        | Mercedes                   | 56     | +11.097 s           | 2    | 15     |
| 4       | 1  | Max Verstappen        | Red Bull Racing-Honda RBPT | 56     | +16.656 s           | 4    | 12     |
| 5       | 31 | Esteban Ocon          | Haas-Ferrari               | 56     | +49.969 s           | 11   | 10     |
| 6       | 12 | Andrea Kimi Antonelli | Mercedes                   | 56     | +53.748 s           | 8    | 8      |
| 7       | 23 | Alexander Albon       | Williams-Mercedes          | 56     | +56.321 s           | 10   | 6      |
| 8       | 87 | Oliver Bearman        | Haas-Ferrari               | 56     | +61.303 s           | 17   | 4      |
| 9       | 18 | Lance Stroll          | Aston Martin-Mercedes      | 56     | +70.204 s           | 14   | 2      |
| 10      | 55 | Carlos Sainz Jr.      | Williams-Mercedes          | 56     | +76.387 s           | 15   | 1      |
| 11      | 6  | Isack Hadjar          | Racing Bulls-Honda RBPT    | 56     | +78.875 s           | 7    | 0      |
| 12      | 30 | Liam Lawson           | Red Bull Racing-Honda RBPT | 56     | +81.147 s           | PL   | 0      |
| 13      | 7  | Jack Doohan           | Alpine-Renault             | 56     | +88.401 s           | 18   | 0      |
| 14      | 5  | Gabriel Bortoleto     | Kick Sauber-Ferrari        | 55     | + 1 volta           | 19   | 0      |
| 15      | 27 | Nico Hülkenberg       | Kick Sauber-Ferrari        | 55     | + 1 volta           | 12   | 0      |
| 16      | 22 | Yuki Tsunoda          | Racing Bulls-Honda RBPT    | 55     | + 1 volta           | 9    | 0      |
| Ret     | 14 | Fernando Alonso       | Aston Martin-Mercedes      | 4      | Problema no Freios  | 13   | 0      |
| DSQ     | 16 | Charles Leclerc       | Ferrari                    | 56     | Abaixo do peso      | 6    | 0      |
| DSQ     | 44 | Lewis Hamilton        | Ferrari                    | 56     | Desgaste da prancha | 5    | 0      |
| DSQ     | 10 | Pierre Gasly          | Alpine-Renault             | 56     | Abaixo do peso      | 16   | 0      |
| Fontes: |    |                       |                            |        |                     |      |        |

## Tabela do Campeonato após a corrida
|        | Pos. | Pilotos               | Pontos |
| ------ | ---- | --------------------- | ------ |
|        | 1    | Lando Norris          | 44     |
|        | 2    | Max Verstappen        | 36     |
|        | 3    | George Russell        | 35     |
| 5      | 4    | Oscar Piastri         | 34     |
| 1      | 5    | Andrea Kimi Antonelli | 22     |
| Fonte: |      |                       |        |

|        | Pos. | Construtor                 | Pontos |
| ------ | ---- | -------------------------- | ------ |
|        | 1    | McLaren-Mercedes           | 78     |
|        | 2    | Mercedes                   | 57     |
|        | 3    | Red Bull Racing-Honda RBPT | 36     |
|        | 4    | Williams-Mercedes          | 17     |
| 3      | 4    | Ferrari                    | 17     |
| Fonte: |      |                            |        |

- Note: Apenas as cinco primeiras posições estão incluídas em ambos os conjuntos de classificação.